# 貝雷茲尼亞基 (羅姆內區)
50°50′15″N 33°49′15″E / 50.83750°N 33.82083°E
貝雷茲尼亞基（烏克蘭語：Березняки）是位於烏克蘭東北部的村莊，由蘇梅州羅姆內區的内德里海利夫市镇負責管轄。該村處於蘇拉河畔，距離内德里海利夫和庫爾馬尼1公里，海拔高度126米，2001年人口351。